# Potres u Egejskom moru 2020.
Potres u Egejskom moru 2020. bio je potres magnitude 7,0 MW koji se dogodio 30. listopada 2020. u 11:51:26 UTC. Epicentar potresa bio je oko 14 km sjeveroistočno od otoka Sama u Grčkoj. Zgrade na Samu oštećene su, a crkva Blažene Djevice Marije u Karlovasiju djelomično se urušila. Izviješteno je da su se mnoge zgrade urušile u Bayraklıju, pokrajina İzmir. Objave na društvenim mrežama prikazuju ljude kako hodaju pokraj ruševina urušenih zgrada.
Poznato je da je u Turskoj umrlo 116 osoba, a još 1.034 je ozlijeđeno. U Grčkoj su bila još dva smrtna slučaja i devetnaest lakših ozljeđenih.
To je najveći potres u Egejskom moru od 1981. godine, a najsmrtonosniji u provinciji Izmir otkad je 1955. magnitude 6,6 ubio četvero ljudi.
Ovaj potres je bio najsmrtonosniji potres u 2020. godini.

## Cunami
Mnoge objave na društvenim mrežama prikazuju poplavljene ulice i luke. Upozorenja za cunami izdana su za otoke Ikarija, Kos, Hij i Sam.